# Microsoft PixelSense
Microsoft PixelSense – (wcześniej Microsoft Surface) komputer dotykowy zaprojektowany przez Microsoft rozwijany pod nazwą kodową Milan.

## Charakterystyka urządzenia
Komputer został zaprojektowany tak, aby była możliwa praca na nim bez używania myszy i klawiatury, kształtem przypominający stolik do kawy o rozmiarach 107/56/53 cm. Domyślnym urządzeniem wejściowym oraz wyjściowym jest 30-calowy (76 cm) ekran dotykowy mogący obsłużyć do 52 punktów dotykowych równocześnie, umożliwiając tym samym pracę kilku osobom w tym samym czasie.

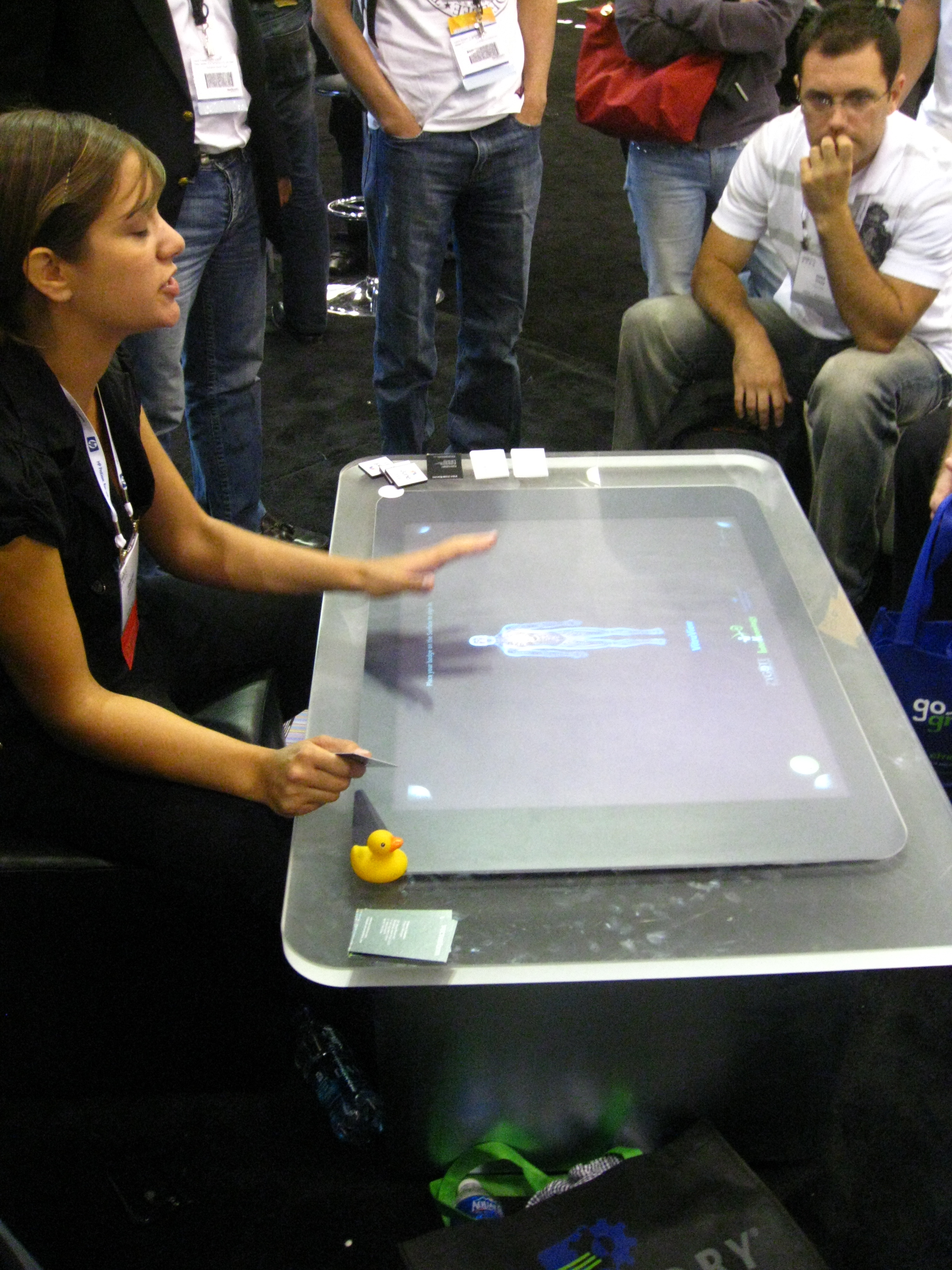
Microsoft Surface

Komputer może komunikować się z innymi urządzeniami bezprzewodowo za pomocą standardów IEEE 802.11 oraz Bluetooth. Otwarcie połączenia następuje w momencie umieszczenia na powierzchni ekranu dotykowego urządzenia wyposażonego w tego typu funkcjonalność. Pobieranie i wysyłanie danych pomiędzy urządzeniem a komputerem odbywa się za pomocą techniki Drag and drop na obszarze ekranu. Komputer działa pod kontrolą systemu Windows Vista.
Komputer został wprowadzony na rynek wiosną 2008 roku. Początkowo urządzenie było dostępne dla klientów biznesowych (przedsiębiorstwa, restauracje, hotele, rozrywka). Microsoft jednak przekonuje, że cena powinna spaść w ciągu 3-5 lat, na tyle by była przystępna dla użytkowników domowych.

## Projektowanie aplikacji
Aplikacje na Microsoft PixelSense powstają w oparciu o Windows Presentation Foundation i XNA. Dla Visual Studio przygotowano SDK; Programiści nie potrzebują nawet samego urządzenia do testów - ponieważ z SDK dołączany jest Surface Simulator.

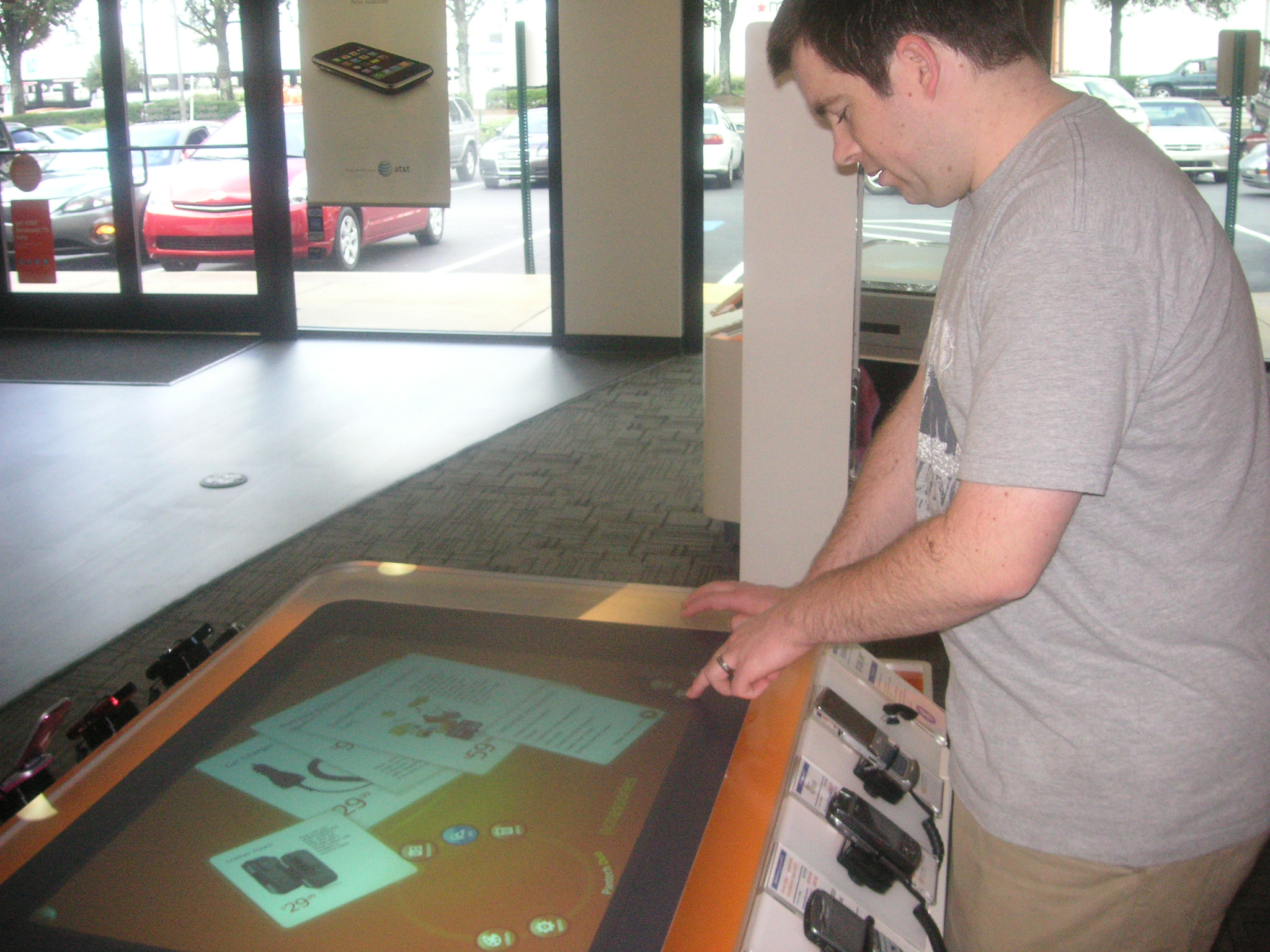
Urządzenie w sklepie AT&T